# Jules Migeot
Jules Migeot, född 4 november 1898, död 18 december 1986, var en friidrottare från Belgien. Han deltog vid olympiska sommarspelen 1920 och olympiska sommarspelen 1924.